# Discografie van U2

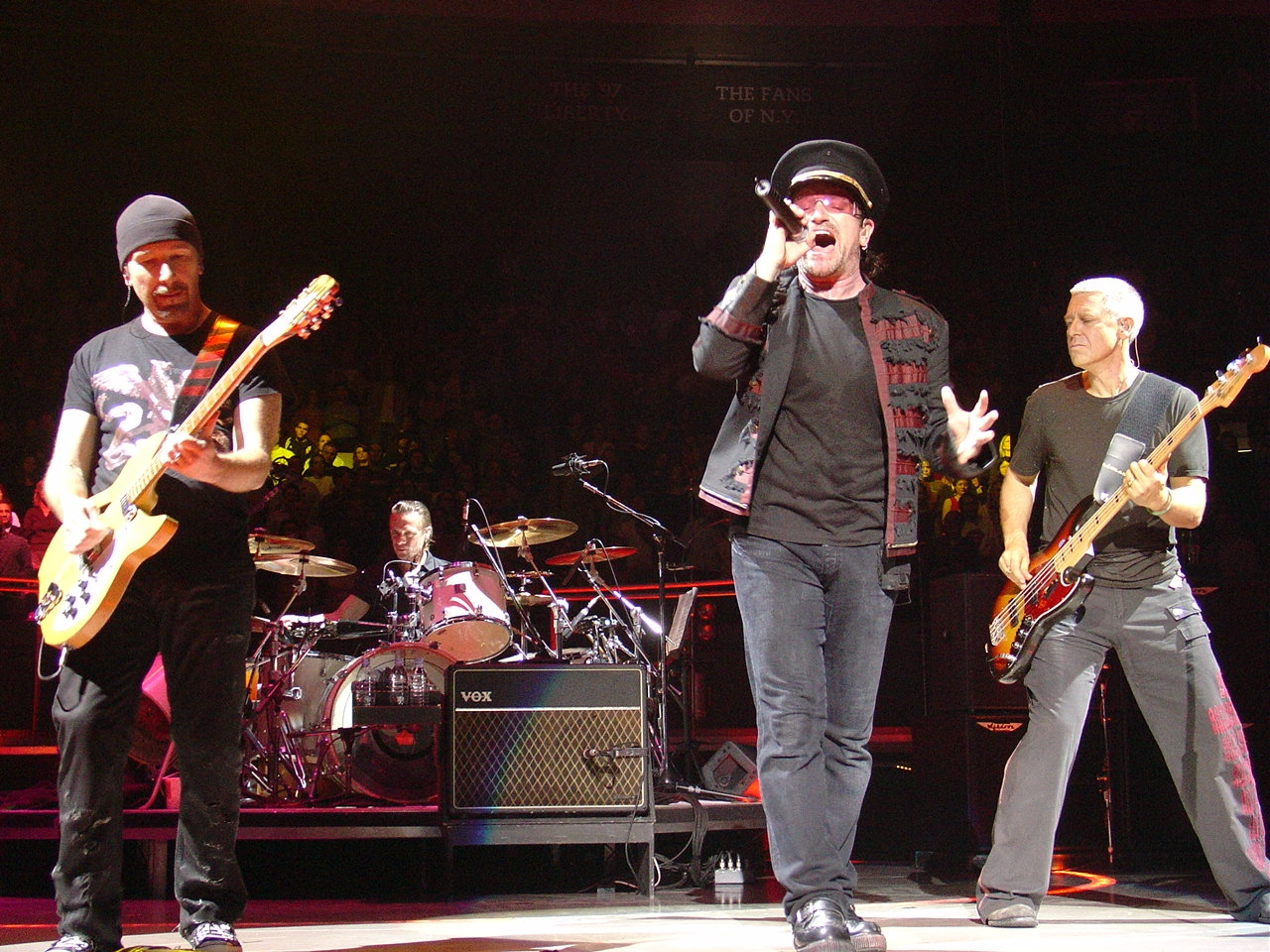
U2

Hieronder volgen diverse overzichten van werken die uitgebracht zijn door de band U2.

## Albums

### Studioalbums
| Jaar | Album                                                                               | Hoogste notering | Hoogste notering | Hoogste notering | Certificering                                      |
| Jaar | Album                                                                               | NL               | VK               | VS               | Certificering                                      |
| ---- | ----------------------------------------------------------------------------------- | ---------------- | ---------------- | ---------------- | -------------------------------------------------- |
| 1980 | Boy - Release: 20-10-1980 - Platenlabel: Island Records                             | 30               | 52               | 63               | - VK: Goud - VS: Platina                           |
| 1981 | October - Release: 16-10-1981 - Platenlabel: Island Records                         | 25               | 11               | 104              | - VK: Platina - VS: Platina                        |
| 1983 | War - Release: 28-02-1983 - Platenlabel: Island Records                             | 3                | 1                | 12               | - NL: Goud - VK: 2× Platina - VS: 4× Platina       |
| 1984 | The Unforgettable Fire - Release: 01-10-1984 - Platenlabel: Island Records          | 4                | 1                | 12               | - NL: Goud - VK: 2× Platina - VS: 3× Platina       |
| 1987 | The Joshua Tree - Release: 09-03-1987 - Platenlabel: Island Records                 | 1                | 1                | 1                | - NL: Platina - VK: 6× Platina - VS: Diamant       |
| 1988 | Rattle and Hum - Release: 10-10-1988 - Platenlabel: Island Records                  | 1                | 1                | 1                | - NL: Platina - VK: 4× Platina - VS: 5× Platina    |
| 1991 | Achtung Baby - Release: 19-11-1991 - Platenlabel: Island Records                    | 1                | 2                | 1                | - NL: Platina - VK: 4× Platina - VS: 8× Platina    |
| 1993 | Zooropa - Release: 06-07-1993 - Platenlabel: Island Records                         | 1                | 1                | 1                | - VK: Platina - VS: 2× Platina                     |
| 1997 | Pop - Release: 04-03-1997 - Platenlabel: Island Records                             | 1                | 1                | 1                | - NL: Goud - VK: Platina - VS: Platina             |
| 2000 | All That You Can't Leave Behind - Release: 30-10-2000 - Platenlabel: Island Records | 1                | 1                | 3                | - NL: 2× Platina - VK: 2× Platina - VS: 4× Platina |
| 2004 | How to Dismantle an Atomic Bomb - Release: 19-11-2004 - Platenlabel: Island Records | 1                | 1                | 1                | - NL: Goud - VK: 4× Platina - VS: 3× Platina       |
| 2009 | No Line on the Horizon - Release: 02-03-2009 - Platenlabel: Mercury Records         | 1                | 1                | 1                | - NL: Platina - VK: Platina - VS: Platina          |
| 2014 | Songs of Innocence - Release: 13-10-2014 - Platenlabel: Mercury Records             | 1                | 6                | 9                |                                                    |
| 2017 | Songs of Experience - Release: 01-12-2017 - Platenlabel: Island/Interscope          | 1                | 5                | 1                |                                                    |
| 2023 | Songs of Surrender - Release: 17-03-2023 - Platenlabel: Island/Interscope           |                  |                  |                  |                                                    |

### Livealbums
- 1983 – Under a Blood Red Sky
- 1988 – Rattle and Hum
- 2000 – Hasta La Vista, Baby! (Fan Club & Digital Only)
- 2004 – Live from Boston 1981 (Digital Only)
- 2004 – Live from the Point Depot (Digital Only)
- 2005 – U2.Communication (Fan Club Only)
- 2006 – ZOO2LIVE (Fan Club Only)

### Soundtracks
- 1991 – Until the End of the World – voor Until the End of the World van Wim Wenders
- 1993 – Stay (Faraway, So Close!) – voor Faraway, So Close! van Wim Wenders
- 1995 – Hold Me, Thrill Me, Kiss Me, Kill Me – voor Batman Forever van Joel Schumacher
- 1997 – I'm Not Your Baby i.s.m. Sinéad O'Connor – voor The End of the Violence van Wim Wenders
- 2000 – The Million Dollar Hotel Soundtrack met The Ground Beneath Her Feet en Stateless – voor The Million Dollar Hotel van Wim Wenders
- 2001 – Elevation (Tomb Raider Mix) – voor Lara Croft: Tomb Raider van Simon West
- 2002 – The Hands That Built America – voor Gangs of New York van Martin Scorsese
- 2009 – Winter – voor Brothers van Jim Sheridan
- 2013 – Ordinary Love – voor Mandela: Long Walk to Freedom van Justin Chadwick

### Compilaties
- 1995 – Melon (Fan Club Only)
- 1998 – The Best of 1980-1990
- 2002 – The Best of 1990-2000
- 2004 – Unreleased & Rare (alleen digitaal)
- 2006 – U218 Singles
- 2009 – Medium, Rare & Unreleased (Fan Club Only)

### Boxsets
- 2004 – The Complete U2 (alleen digitaal)

### Ep's
- 1979 – Three
- 1985 – Wide Awake in America
- 1997 – PopHeart
- 2001 – 7
- 2003 – Exclusive (Stuck in a Moment Acoustic) (Digital Only)
- 2004 – Early Demos (Digital Only)
- 2004 – Live from Under the Brooklyn Bridge (enkel VS & Canada) (Digital Only)
- 2021 – I Believe in Father Christmas (Digital Only)

### Albumverkoop wereldwijd
| Albumverkoop in miljoenen exemplaren | Albumverkoop in miljoenen exemplaren | Albumverkoop in miljoenen exemplaren | Albumverkoop in miljoenen exemplaren |
| ------------------------------------ | ------------------------------------ | ------------------------------------ | ------------------------------------ |
| 1                                    | The Joshua Tree                      | 26                                   |                                      |
| 2                                    | Achtung Baby                         | 20                                   |                                      |
| 3                                    | The Best of 1980-1990                | 15                                   |                                      |
| 4                                    | Rattle and Hum                       | 13                                   |                                      |
| 5                                    | All That You Can't Leave Behind      | 12                                   |                                      |
| 6                                    | How to Dismantle an Atomic Bomb      | 12                                   |                                      |
| 7                                    | Pop                                  | 9                                    |                                      |
| 8                                    | Under a Blood Red Sky                | 8                                    |                                      |
| 9                                    | The Unforgettable Fire               | 8                                    |                                      |
| 10                                   | Zooropa                              | 8                                    |                                      |
| 11                                   | War                                  | 8                                    |                                      |
| 12                                   | The Best of 1990-2000                | 7                                    |                                      |
| 13                                   | October                              | 3                                    |                                      |
| 14                                   | Boy                                  | 3                                    |                                      |
| 15                                   | Wide Awake in America (EP)           | 2                                    |                                      |
| Totaal                               | Totaal                               | 154                                  |                                      |

## Singles
| Jaar | Titel                                      | Hoogste Notering | Hoogste Notering | Hoogste Notering | Hoogste Notering | Hoogste Notering | Hoogste Notering | Hoogste Notering | Album                           |
| Jaar | Titel                                      | NL 40            | NL 100           | BE               | VK               | VS               | VS Mainstream    | VS Modern        | Album                           |
| ---- | ------------------------------------------ | ---------------- | ---------------- | ---------------- | ---------------- | ---------------- | ---------------- | ---------------- | ------------------------------- |
| 1979 | Out of Control                             | –                | –                | –                | –                | –                | –                | –                | –                               |
| 1980 | Another Day                                | –                | –                | –                | –                | –                | –                | –                | –                               |
| 1980 | 11 O'Clock Tick Tock                       | –                | –                | –                | –                | –                | –                | –                | –                               |
| 1980 | A Day Without Me                           | –                | –                | –                | –                | –                | –                | –                | Boy                             |
| 1980 | I Will Follow                              | –                | –                | –                | –                | –                | –                | –                | Boy                             |
| 1981 | Fire                                       | –                | –                | –                | –                | 35               | –                | –                | October                         |
| 1981 | Gloria                                     | –                | –                | –                | –                | –                | –                | –                | October                         |
| 1982 | A Celebration                              | –                | –                | –                | –                | –                | –                | –                | –                               |
| 1982 | I Will Follow                              | –                | –                | –                | –                | –                | –                | –                | –                               |
| 1983 | New Year's Day                             | 11               | –                | –                | 10               | –                | –                | –                | War                             |
| 1983 | Two Hearts Beat as One                     | –                | –                | –                | 18               | –                | –                | –                | War                             |
| 1983 | Sunday Bloody Sunday                       | 3                | –                | –                | –                | –                | –                | –                | War                             |
| 1983 | 40                                         | –                | –                | –                | –                | –                | –                | –                | War                             |
| 1984 | I Will Follow                              | –                | –                | –                | –                | 81               | –                | –                | Under a Blood Red Sky           |
| 1984 | Pride (In the Name of Love)                | 8                | –                | –                | 3                | 33               | 2                | –                | The Unforgettable Fire          |
| 1985 | The Unforgettable Fire                     | 8                | –                | –                | 6                | –                | –                | –                | The Unforgettable Fire          |
| 1987 | With or Without You                        | 2                | –                | –                | 4                | 1                | 1                | –                | The Joshua Tree                 |
| 1987 | I Still Haven't Found What I'm Looking For | 6                | –                | –                | 6                | 1                | 2                | –                | The Joshua Tree                 |
| 1987 | Where the Streets Have No Name             | 10               | –                | –                | 4                | 13               | 11               | –                | The Joshua Tree                 |
| 1987 | In God's Country                           | –                | –                | –                | –                | –                | –                | –                | The Joshua Tree                 |
| 1988 | One Tree Hill                              | –                | –                | –                | –                | –                | –                | –                | The Joshua Tree                 |
| 1988 | Desire                                     | 2                | –                | –                | 1                | 3                | 1                | 1                | Rattle and Hum                  |
| 1988 | Angel of Harlem                            | 8                | –                | –                | 9                | 14               | 1                | 3                | Rattle and Hum                  |
| 1989 | When Love Comes to Town                    | 9                | –                | –                | 6                | 68               | 2                | –                | Rattle and Hum                  |
| 1989 | All I Want Is You                          | 12               | –                | –                | 4                | 83               | 13               | –                | Rattle and Hum                  |
| 1991 | The Fly                                    | 4                | –                | –                | 1                | 61               | 2                | 1                | Achtung Baby                    |
| 1991 | Mysterious Ways                            | 8                | –                | –                | 13               | 9                | 1                | 1                | Achtung Baby                    |
| 1992 | One                                        | 11               | –                | –                | 7                | 10               | 1                | 1                | Achtung Baby                    |
| 1992 | Even Better Than the Real Thing            | 8                | –                | –                | 12               | 32               | 1                | 9                | Achtung Baby                    |
| 1992 | Who's Gonna Ride Your Wild Horses          | 13               | –                | –                | 14               | 35               | 2                | 7                | Achtung Baby                    |
| 1993 | Numb                                       | –                | –                | –                | –                | –                | 18               | 2                | Zooropa                         |
| 1993 | Zooropa                                    | –                | –                | –                | –                | –                | 8                | 13               | Zooropa                         |
| 1993 | Lemon                                      | –                | –                | –                | –                | –                | 18               | 3                | Zooropa                         |
| 1993 | Stay (Faraway, So Close!)                  | 10               | –                | –                | 4                | 61               | 12               | 15               | Zooropa                         |
| 1995 | Hold Me, Thrill Me, Kiss Me, Kill Me       | 7                | –                | 4                | 2                | 16               | 1                | 1                | Batman Forever (soundtrack)     |
| 1995 | Miss Sarajevo                              | 5                | –                | –                | –                | –                | –                | –                | Original Soundtracks No. 1      |
| 1997 | Discothèque                                | 6                | –                | 5                | 1                | 10               | 6                | 1                | Pop                             |
| 1997 | Staring at the Sun                         | 19               | –                | –                | 3                | 26               | 2                | 1                | Pop                             |
| 1997 | Last Night on Earth                        | 14               | –                | –                | 10               | 57               | 18               | 11               | Pop                             |
| 1997 | Please                                     | 6                | –                | –                | 7                | –                | 31               | –                | Pop                             |
| 1997 | If God Will Send His Angels                | 24               | –                | –                | 12               | –                | –                | –                | Pop                             |
| 1997 | Mofo                                       | –                | –                | –                | –                | –                | –                | –                | Pop                             |
| 1998 | Sweetest Thing                             | 7                | –                | 33               | 3                | 63               | 31               | 9                | The Best of 1980-1990           |
| 2000 | Beautiful Day                              | 1                | 1                | 6                | 1                | 21               | 14               | 5                | All That You Can't Leave Behind |
| 2001 | Stuck in a Moment You Can't Get Out Of     | 7                | 12               | 33               | 2                | 52               | 35               | 35               | All That You Can't Leave Behind |
| 2001 | Elevation                                  | 1                | 1                | 13               | 3                | –                | 21               | 8                | All That You Can't Leave Behind |
| 2001 | Walk On                                    | 8                | 8                | –                | 5                | –                | 19               | 10               | All That You Can't Leave Behind |
| 2002 | Electrical Storm                           | 4                | 4                | 29               | 5                | 77               | 26               | 14               | The Best of 1990-2000           |
| 2004 | Take Me to the Clouds Above                | 16               | 16               | –                | 1                | –                | –                | –                | –                               |
| 2004 | Vertigo                                    | 2                | 2                | 9                | 1                | 31               | 3                | 1                | How to Dismantle an Atomic Bomb |
| 2005 | Sometimes You Can't Make It on Your Own    | 4                | 5                | 32               | 1                | 97               | –                | 29               | How to Dismantle an Atomic Bomb |
| 2005 | City of Blinding Lights                    | 3                | 3                | 23               | 2                | –                | –                | –                | How to Dismantle an Atomic Bomb |
| 2005 | All Because of You                         | 4                | 4                | 36               | 4                | –                | 20               | 6                | How to Dismantle an Atomic Bomb |
| 2006 | Original of the Species                    | 15               | –                | –                | –                | –                | –                | –                | How to Dismantle an Atomic Bomb |
| 2006 | One (met Mary J. Blige)                    | 2                | 3                | 10               | 2                | –                | –                | –                | The Breakthrough                |
| 2006 | The Saints Are Coming (met Green Day)      | 1                | 1                | 12               | 2                | 51               | 33               | 22               | –                               |
| 2007 | Window in the Skies                        | 1                | 2                | 27               | 4                | –                | –                | 40               | –                               |
| 2008 | The Ballad of Ronnie Drew                  | –                | –                | –                | –                | –                | –                | –                | –                               |
| 2009 | Get On Your Boots                          | 16               | 5                | 14               | 12               | 37               | 26               | 5                | No Line on the Horizon          |
| 2009 | Magnificent                                | 18               | 6                | 27               | 42               | 79               | 29               | 18               | No Line on the Horizon          |
| 2009 | I'll Go Crazy If I Don't Go Crazy Tonight  | –                | 14               | 18               | 32               | –                | 27               | 31               | No Line on the Horizon          |

### Promotie-cd's
- 1980 – 11 O'Clock Tick Tock
- 1980 – A Day Without Me
- 1980 – I Will Follow
- 1981 – Fire
- 1981 – Gloria
- 1983 – New Year's Day
- 1983 – Two Hearts Beat as One
- 1983 – I Will Follow (Live)
- 1983 – A Dialogue with U2
- 1984 – Pride (In the Name of Love)
- 1985 – Wire
- 1985 – A Sort of Homecoming
- 1985 – NME Readers' Poll Winners '84
- 1985 – Cassette Sampler 1985
- 1987 – With or Without You
- 1987 – I Still Haven't Found What I'm Looking For
- 1987 – Where the Streets Have No Name
- 1987 – In God's Country
- 1987 – Special Collection
- 1987 – Joshua Tree Album Sampler Collection
- 1987 – Cassette Sampler 1987
- 1987 – Joshua Tree Pizza Box
- 1987 – The U2 Talkie
- 1987 – Their Words and Music
- 1987 – Trip Through Your Wires
- 1988 – Jesus Christ
- 1988 – Rattle and Hum Flight Case
- 1988 – Desire
- 1988 – Angel of Harlem
- 1989 – When Love Comes to Town
- 1989 – All I Want Is You
- 1989 – God Part II
- 1989 – U2 2 Date
- 1988 – 3D Dance Mixes
- 1988 – Excerpts from Rattle and Hum
- 1990 – Island Treasures
- 1990 – Night and Day
- 1991 – October 1991
- 1991 – Achtung Baby Solicitation Kit
- 1991 – Achtung Baby Users Kit
- 1991 – The Fly
- 1991 – Mysterious Ways
- 1992 – One
- 1992 – Even Better Than the Real Thing
- 1992 – Who's Gonna Ride Your Wild Horses
- 1992 – Zoo Station
- 1992 – Salome (Zooromancer Remix)
- 1992 – Until the End of the World
- 1992 – Zoo Radio Transmit
- 1993 – Zoo TV Tour (Spain)
- 1993 – Numb
- 1993 – Lemon
- 1993 – Stay (Faraway So Close)
- 1993 – Zooropa
- 1995 – Melon
- 1995 – Hold Me, Thrill Me, Kiss Me, Kill Me
- 1995 – Original Soundchat No. 1
- 1995 – Miss Sarajevo
- 1995 – Your Blue Room
- 1995 – Previously
- 1997 – Pop Japan Box Set
- 1997 – Pop Cube Promo
- 1997 – Talk Pop
- 1997 – Discothèque
- 1997 – Staring at the Sun
- 1997 – Last Night on Earth
- 1997 – Popmart Sampler
- 1997 – Pop Muzik
- 1997 – WFM 96.9 Promo
- 1997 – Please
- 1997 – If God Will Send His Angels
- 1997 – MOFO
- 1998 – The Best of 1980-1990 Promo
- 1998 – The Best of 1980-1990 Instore Sampler
- 1998 – The Best of 1980-1990 Collection
- 1998 – The Sweetest Thing
- 2000 – Million Dollar Hotel EPK
- 2000 – Million Dollar Hotel Soundtrack Promos
- 2000 – The Ground Beneath Her Feet
- 2000 – Beautiful Day
- 2000 – All That You Can't Leave Behind Album Sampler
- 2000 – International Radio Session
- 2000 – Dave Fanning ATYCLB Album Release Interview
- 2000 – ATYCLB Electronic Press Kit
- 2000 – U2 Airways Taiwan Promo
- 2000 – Summer Rain
- 2000 – Stuck in a Moment
- 2000 – Big Girls Are Best
- 2000 – Previous Day
- 2000 – Walk On
- 2001 – Elevation
- 2001 – Sunday Times U2 Exclusive
- 2001 – Three Tracks Live from Boston (Best Buy Promo)
- 2002 – Electrical Storm
- 2002 – Tracks from the '90s
- 2002 – Remixes from the '90s
- 2002 – Best of 1990-2000 Promo
- 2002 – Best of 1990-2000 Sampler Promo
- 2002 – New Songs and Mixes from The Best of 1990-2000
- 2002 – The Best of Collection 1990-2000
- 2002 – The Hands that Built America (Oscar / Globes Consideration)
- 2002 – Staring at the Sun
- 2002 – Audio Webcast Interview
- 2002 – Best of 1990-2000 Larry & Edge Interview
- 2002 – Best of 1990-2000 Edge Interview
- 2003 – The Hands that Built America (Radio Promo)
- 2003 – The Rest of the Remixes
- 2004 – Vertigo
- 2004 – U2 Live: Slane Castle
- 2004 – How to Dismantle an Atomic Bomb Album Interview Disc
- 2004 – All Because of You
- 2004 – Sometimes You Can't Make It on Your Own
- 2005 – Rock & Roll Hall of Fame 2005 Induction Dinner
- 2005 – City of Blinding Lights
- 2005 – Original of the Species
- 2005 – Vertigo 2005 Live
- 2005 – Live 8 Promo CD
- 2006 – The Saints Are Coming
- 2006 – Window in the Skies

## Video's

### Commerciële video's
- 1984 – Under a Blood Red Sky (Live)
- 1985 – The Unforgettable Fire Collection (Compilatie)
- 1988 – Rattle and Hum (Live en documentaire)
- 1992 – Achtung Baby (Compilatie)
- 1994 – ZOO TV: Live from Sydney (VHS) (Live)
- 1998 – Popmart: Live from Mexico City (VHS) (Live)
- 1999 – The Best of 1980-1990 (Compilatie)
- 2001 – Elevation 2001: Live from Boston (Live)
- 2002 – The Best of 1990-2000 (Compilatie)
- 2003 – U2 Go Home: Live from Slane Castle Ireland (Live)
- 2005 – Vertigo 2005: Live from Chicago (Live)
- 2006 – ZOO TV: Live from Sydney (dvd) (Live)
- 2006 – U218 Videos (Compilatie)
- 2007 – Popmart: Live from Mexico City (dvd) (Live)
- 2010 – U2360 Tour: Live at the Rose Bowl (dvd) (Live)

### Albums met dvd-inhoud
- 2004 – How to Dismantle an Atomic Bomb
- 2006 – U218 Singles (Compilatie)

### Commerciële videosingles
- 1993 – Numb
- 2001 – Elevation
- 2001 – Walk On (enkel Europa)
- 2002 – Electrical Storm
- 2004 – Vertigo
- 2005 – Sometimes You Can't Make It on Your Own
- 2005 – City of Blinding Lights
- 2005 – All Because of You

### Promotievideo's
- 1987 – Video Sampler
- 1991 – A Video Postcard from U2
- 1991 – U2 Three
- 1997 – Pop EPK
- 2000 – Making of Beautiful Day
- 2000 – Trabantland
- 2000 – Irving Plaza
- 2001 – Mexican Exclusive Video CD-Rom Compilation
- 2002 – Live from Slane Castle

### Met U2-inhoud
- 1988 – Folkways: A Vision Shared
- 1990 – Red Hot and Blue
- 1992 – Stop Sellafield
- 1997 – City of Angels Video
- 1997 – The Simpsons: Trash of the Titans
- 2000 – Classic Albums: U2 The Joshua Tree
- 2001 – Tomb Raider dvd
- 2002 – Superbowl XXXVI dvd
- 2003 – Gangs of New York dvd
- 2003 – The Old Grey Whistle Test TV
- 2003 – 25 Years of Saturday Night Live: The Music
- 2001 – We Know Where You Live, Live!

## Geschreven werken

### Tourprogramma's
- War Tour
- The Unforgettable Fire Tour
- Amnesty International Tour
- The Joshua Tree Tour
- Lovetown Tour
- Zoo TV / Zooropa Tour
- PopMart Tour
- Elevation Tour
- Vertigo Tour
- 360 Tour

### Officiële boeken
- 1984 – U2 Portfolio
- 1987 – The Unforgettable Fire
- 1988 – U2 Rattle and Hum
- 1994 – U2 at the End of the World
- 2003 – Stealing Hearts at a Travelling Show - Four5One
- 2004 – U2 Propaganda
- 2004 – U2 Show: The Art of Touring - Diana Scrimgeour
- 2004 – U2 & I - Anton Corbijn
- 2006 – In the Name of Love: U2 by U2

### Andere
- 1997 – U2 Live - Pimm Jal de la Parra
- 2003 – Voices and Poetry of Ireland
- 2003 – Peter and the Wolf - Bono, Gavin Friday